# L'ultima guerra d'indipendenza italiana
L'ultima guerra d'indipendenza italiana è un opuscolo di divulgazione storica scritto da Michelangelo Semeraro e pubblicato nel 1920 da Antonio Vallardi Editore nella Collezione di opuscoli storici e di biografie popolari per fanciulli 

## Contenuto
L'opera riporta, in un linguaggio comprensibile anche ai più giovani, le vicende della prima guerra mondiale, narrate con enfasi neorisorgimentale e irredentista.

## Edizioni
- Michelangelo Semeraro, L'ultima guerra d'indipendenza italiana, Milano, Antonio Vallardi Editore, 1920.Scheda della pubblicazione sul catalogo del Sistema Bibliotecario Nazionale